# Шэньчжэнь Жэньжэнь
«Шэньчжэнь Жэньжэнь» или «Шэньчжэнь Ледман» (кит. 深圳人人足球俱乐部) — бывший китайский футбольный клуб из города Шэньчжэнь, выступавший в третьем по значимости китайском дивизионе. Домашней ареной клуба являлся стадион Бамбуковый Лес вместимостью 40000 человек.

## История
Футбольный клуб «Шэньчжэнь Жэньжэнь» был основан в марте 2015 года. В 2015 году начал выступления в Китайской любительской лиге, где занял третье место и получил возможность в сезоне 2016 года дебютировать во второй лиге. В декабре 2016 года команда стала называться «Шэньчжэнь Ледман».
Официально был закрыт по итогам сезона 2018 года.

## Изменение названия
- 2015-2016 Шэньчжэнь Жэньжэнь（深圳人人）
- 2017–2018 Шэньчжэнь Ледман（深圳人人雷曼）

## Изменение логотипа

2015-2016
2017–2018